# Élections fédérales allemandes de 2005
Les élections législatives fédérales allemandes de 2005 ont eu lieu le 18 septembre 2005 pour élire les députés du Bundestag, la chambre basse de l'Allemagne, à la suite de « l'échec » du vote de confiance envers Gerhard Schröder du 1er juillet. En effet, Schröder s'était lui-même mis en minorité afin de provoquer ces nouvelles élections.

## Origine
L'annonce des élections par le  Chancelier Gerhard Schröder fait suite à la défaite sévère du  SPD (Parti Social Democrate d'Allemagne) en Rhénanie-du-Nord-Westphalie le 22 mai 2005. Cette victoire écrasante de la  CDU (union démocrate chrétienne) dans le land le plus peuplé d'Allemagne a renforcé sa majorité au Bundesrat, la chambre haute.
Des élections anticipées ne peuvent avoir lieu qu'après la dissolution du Bundestag par le président de la République fédérale, Horst Köhler, car le Bundestag n'est pas autorisé à se dissoudre lui-même. Par ailleurs, le président ne peut prononcer cette dissolution qu'à la suite de l'échec d'une motion de confiance pour le chancelier. Ce vote de confiance a été organisé le 1er juillet, les députés, à la demande du Chancelier Schröder, votant contre leur gouvernement par 296 voix contre 151. Le 21 juillet le président Horst Köhler a dissous le Bundestag permettant l'organisation d'élections anticipées le 18 septembre.

### Critiques de la dissolution
Le jour même de la motion, dans un discours très remarqué, le député vert Werner Schulz, a qualifié la motion de confiance perdue volontairement de « grotesque » et a comparé la subordination du Bundestag envers Schröder à la conduite habituelle de la Chambre du peuple du temps de la République démocratique allemande. Avec la député SPD Jelena Hoffmann, ils ont déposé une plainte auprès du Tribunal constitutionnel fédéral. Confrontée à une situation similaire en 1983, le Tribunal avait en effet estimé que le chancelier ne pouvait pas demander au président fédéral la dissolution du Bundestag dans le seul but d'organiser des élections anticipées mais qu'il devait être confronté à un réel problème pour réunir une majorité parlementaire.
Si pour de nombreux observateurs l'opposition de certains délégués de l'aile gauche du SPD aux réformes du chancelier Schröder sur le droit du travail et la couverture sociale menaçaient effectivement la majorité du chancelier, quelques jours seulement avant le vote, la coalition gouvernementale parvenait encore à réunir l'unanimité des votes de son groupe parlementaire.
Le Tribunal a néanmoins rejeté la plainte le 25 août, validant la décision du président de dissoudre le Bundestag. D'autres plaintes similaires ont été déposées par des députés de partis politiques minoritaires et rejetées de manière similaire dans la semaine précédant l'élection.

## Campagne des partis politiques allemands

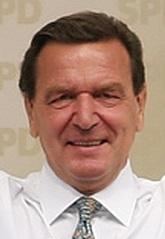
Gerhard Schröder (SPD)
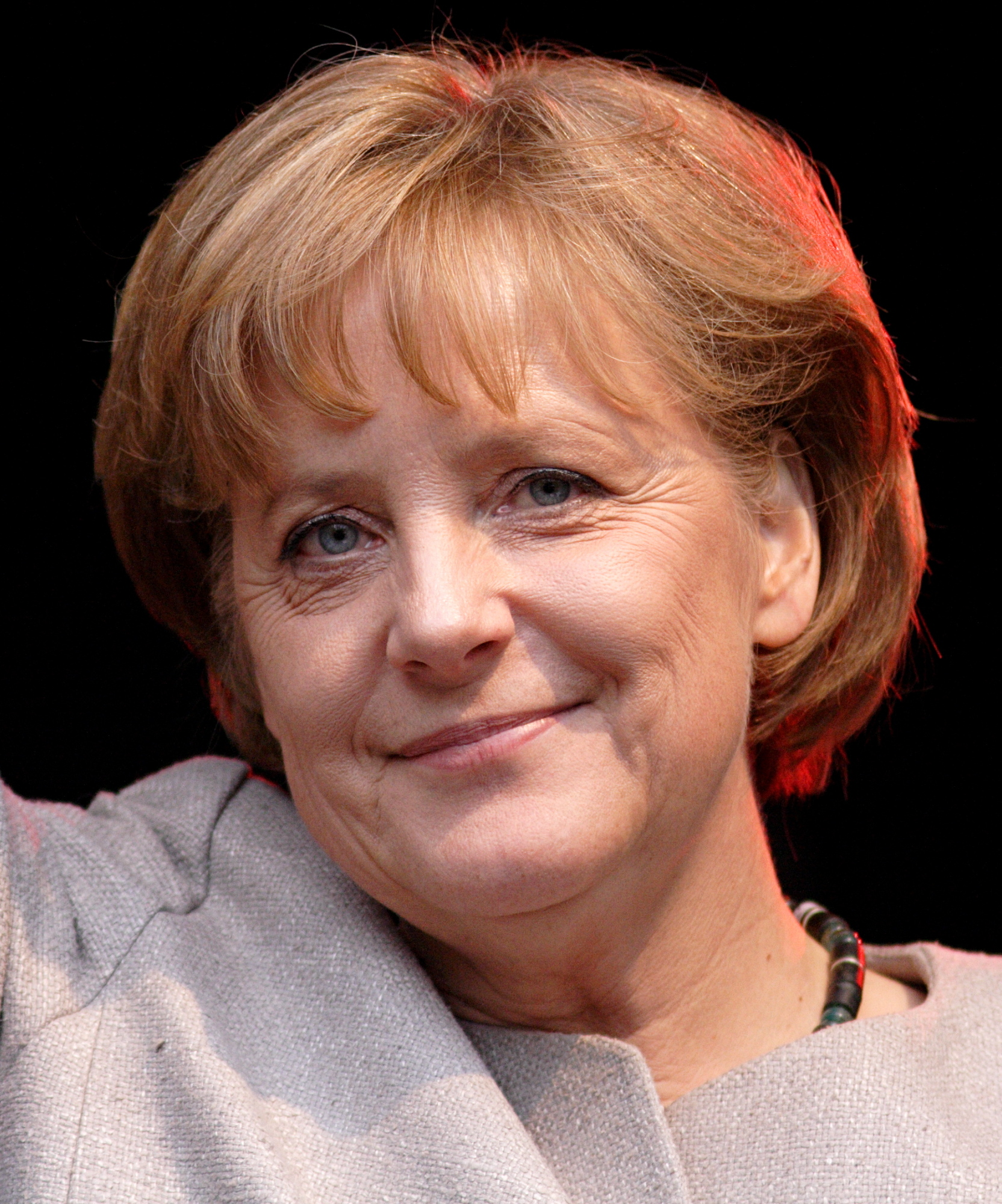
Angela Merkel (CDU/CSU)
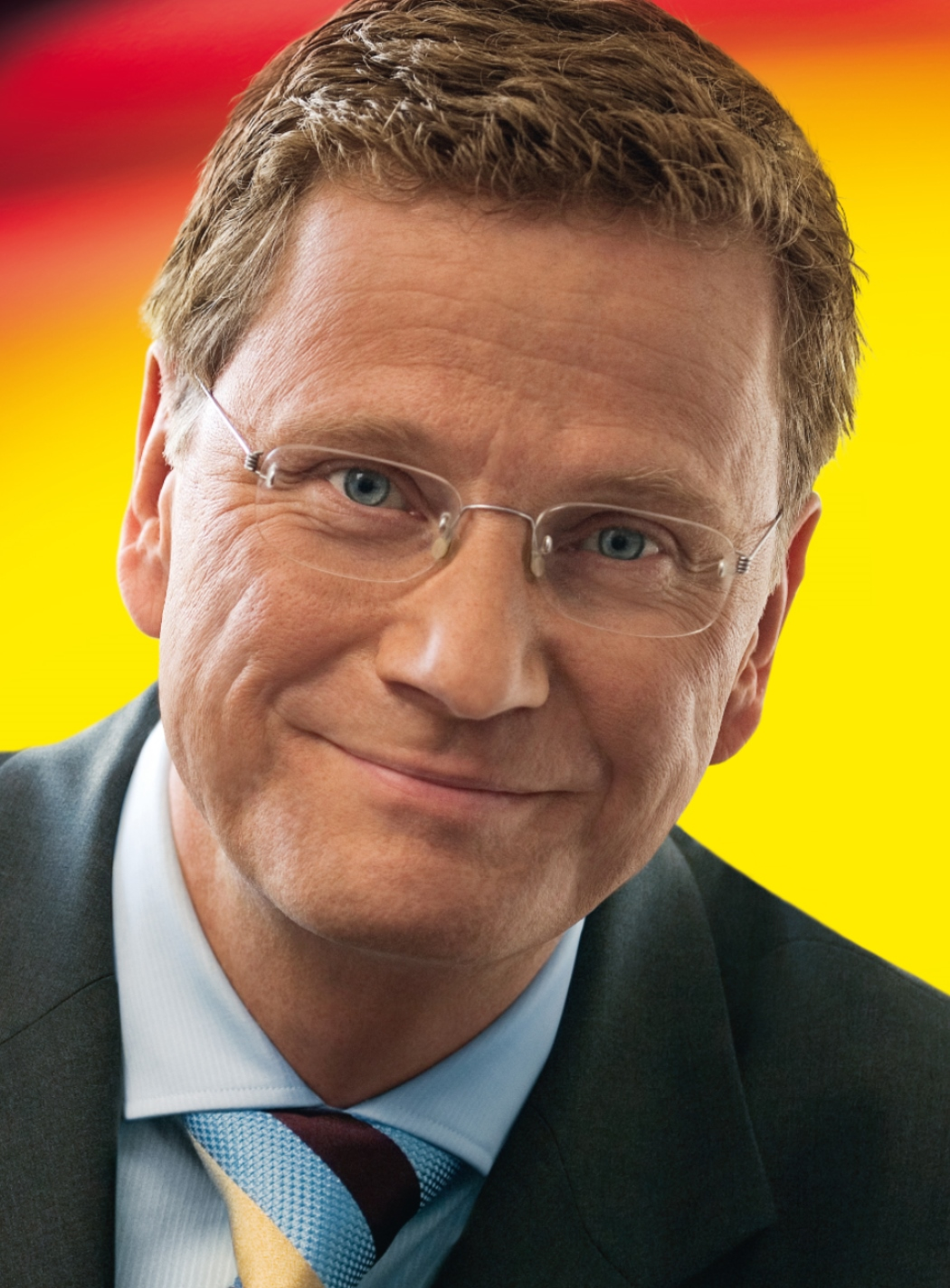
Guido Westerwelle (FDP)
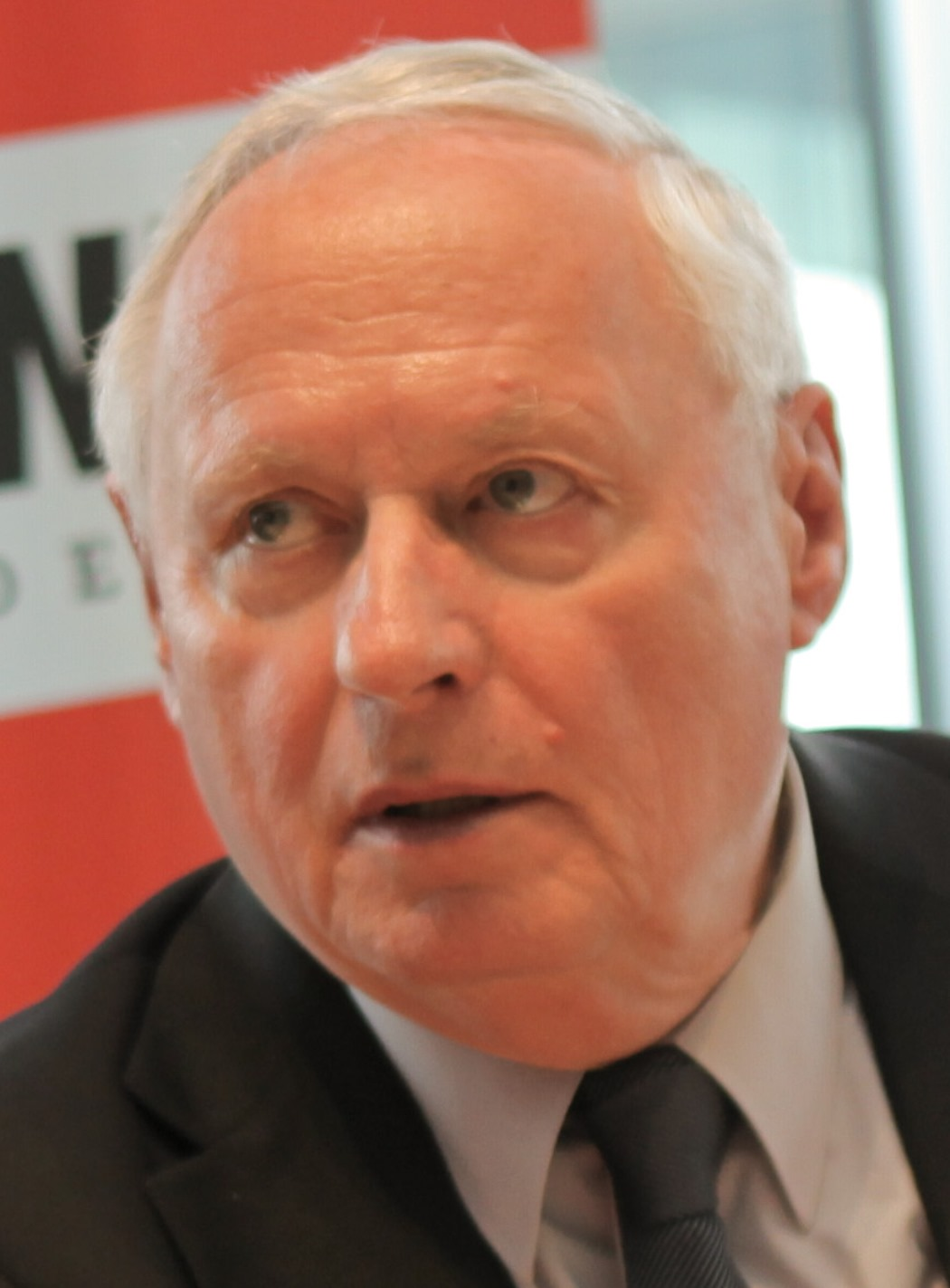
Oskar Lafontaine (Die Linke.PDS)
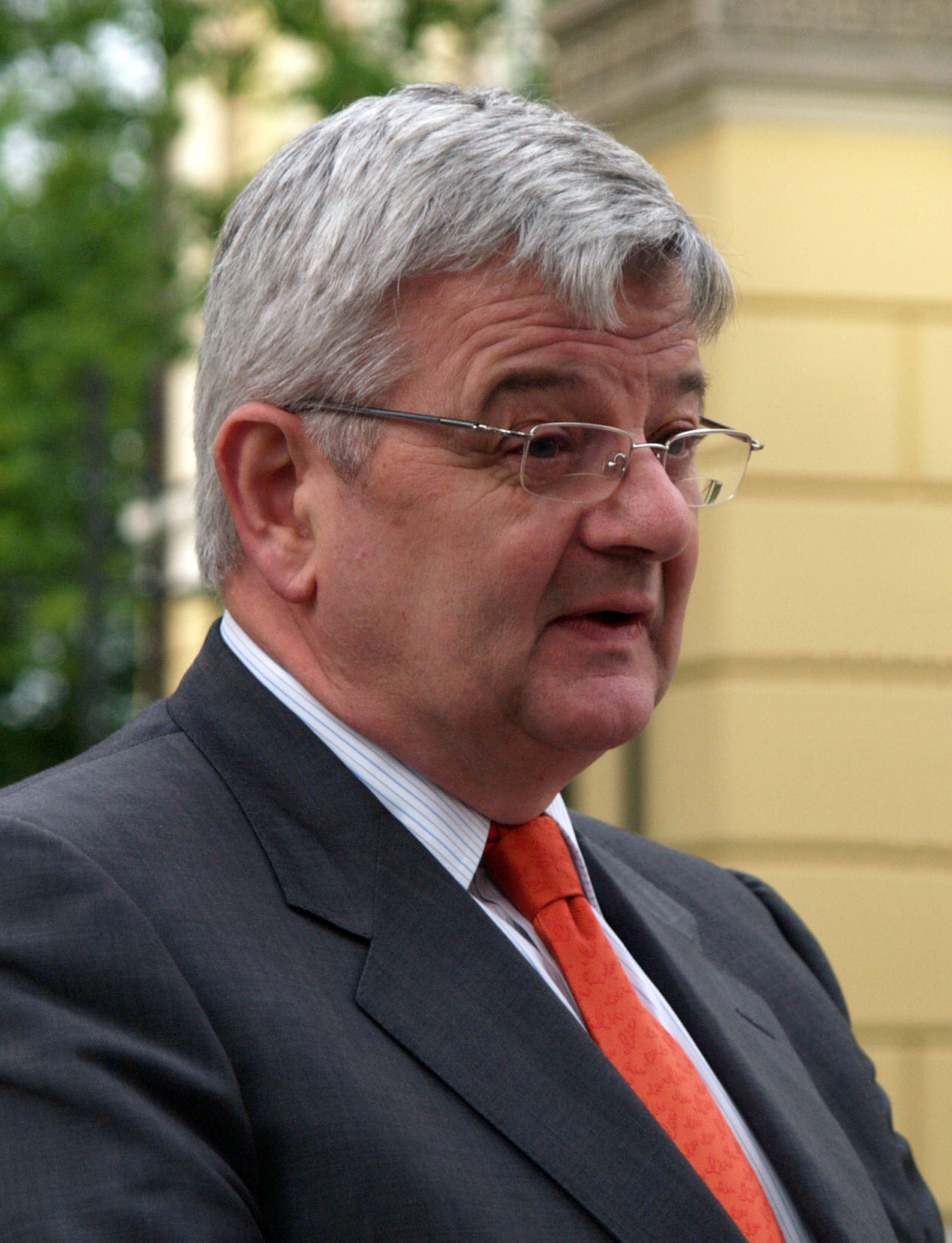
Joschka Fischer (Les Verts)

La CDU/CSU a désigné Angela Merkel comme candidate au poste de chancelier. C'est la première fois dans l'histoire de l'Allemagne qu'une femme a été nommée à cette position par l'un des deux partis dominants.

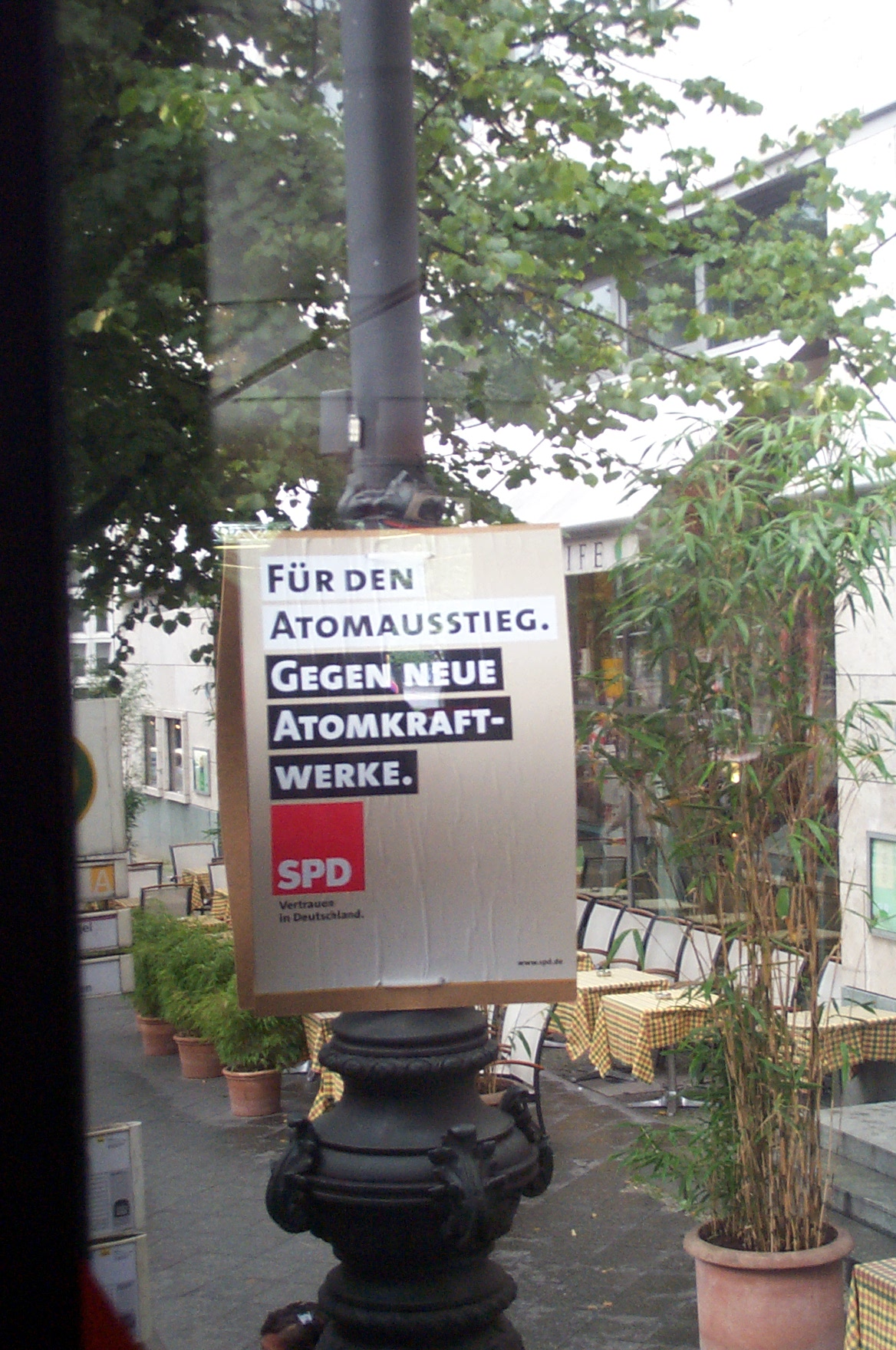
Affiche électorale du SPD.

Dans son programme initial pour les élections, le SPD  a annoncé que son but était de maintenir l'agenda actuel des réformes. Ont été ajoutées au programme des modifications mineures comme l'amélioration du financement du système de santé et la proposition d'une taxe additionnelle de 3 % pour les personnes ayant un revenu annuel supérieur à  250 000 euros  (alors qu'en 2005 le taux de taxe le plus élevé avait été réduit de 48,5 % à 42 % par le gouvernement).

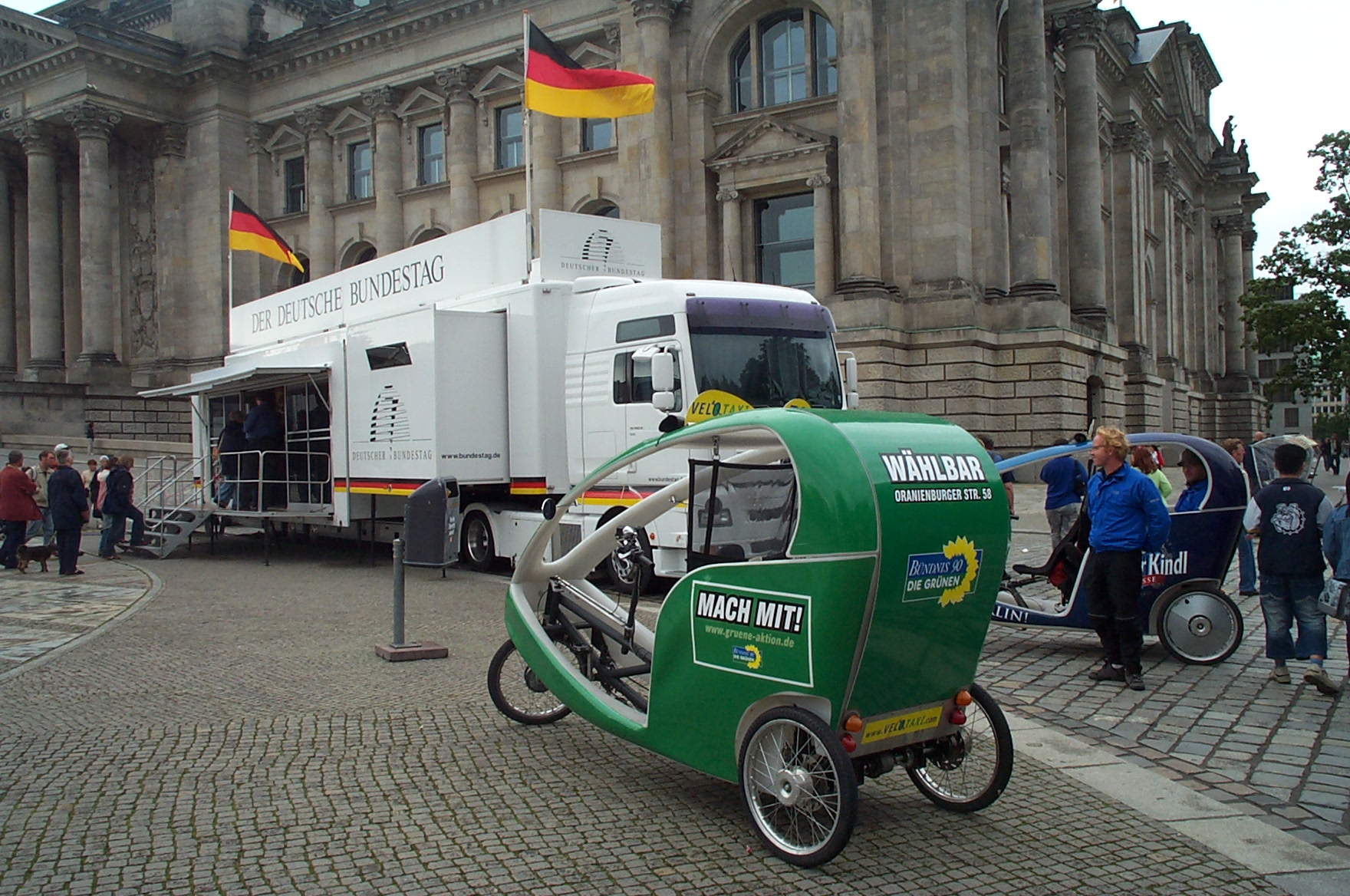
Un velotaxi du parti Les Verts en face du Bundestag à Berlin.

L'Alliance 90 / Les Verts a décidé au début de juillet de son programme. Comparé au programme des dernières élections fédérales, il met l'accent sur les politiques économiques en faveur de l'emploi. Pour la première fois, ce sujet arrive dans le programme avant les problématiques environnementales. D'une manière générale, son programme s'affirme un peu plus gauche.
Le Parti libéral-démocrate a été le premier parti à annoncer son programme dès le 24 juillet. Il appelle à de fortes mesures de réduction des dépenses publiques et une plus grande importance pour les négociations locales entre les employés et leur employeur, par opposition aux accords de branches défendus par les syndicats de salariés.

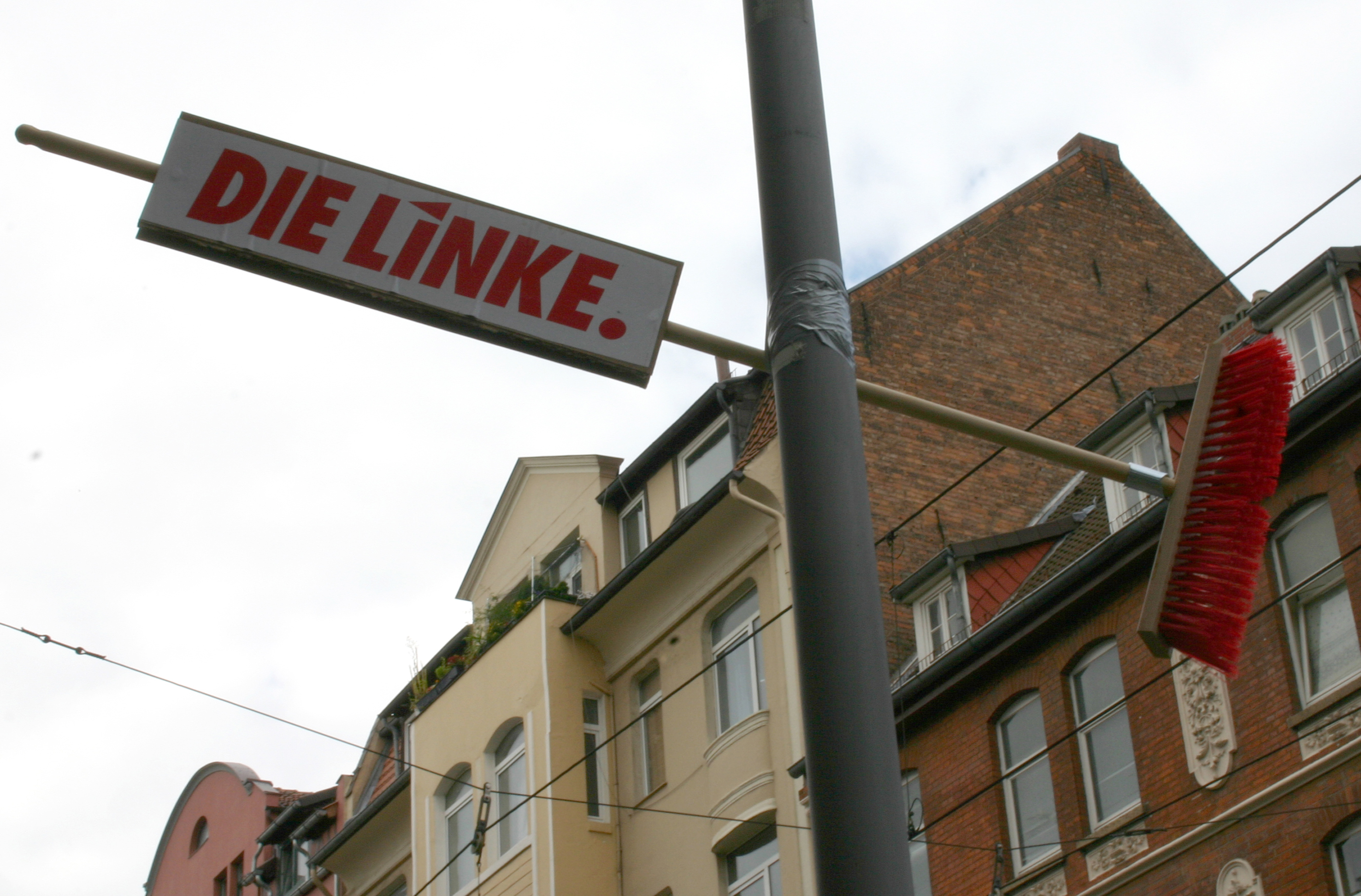
Affiche électorale du Parti de gauche.

Les chefs des deux partis de gauche d'Allemagne, le Parti du socialisme démocratique (PDS) et l'Alternative électorale travail et justice sociale (WASG), ont conclu une alliance électorale appelée Die Linke-PDS. La WASG avec son chef Oskar Lafontaine est issue d'une scission du SPD contre l'orientation « néolibérale » des réformes économiques du gouvernement. Cette alliance fut la première étape de la fondation en 2007 d'un nouveau parti, Die Linke, fusion du PDS (devenu entretemps Die Linkspartei), issu de l'ancien parti communiste de la République démocratique allemande qui n'avait jamais pu s'implanter dans les landers de l'ouest, et de la WASG, surtout présente en Allemagne de l'Ouest.
Aussi, deux des petits partis allemands d'extrême droite, le Parti national-démocrate d'Allemagne (NPD) et l'Union populaire allemande (DVU), ont annoncé une plate-forme commune pour ces élections.
Comme les listes communes à plusieurs partis politiques sont interdites par la loi allemande, la WASG et la DVU ne participèrent pas officiellement à l'élection, et les membres de ces partis furent inscrits sur les listes du parti avec qui elles coopéraient. À cet effet, le PDS changea son nom en Parti de gauche.
Avant les élections, la plupart des sondages donnaient une majorité à la coalition CDU/CSU-FDP avec un score pour la CDU compris entre 41 % et 43 %, contre une fourchette de 32 % à 34 % pour le SPD. Le FDP, possible partenaire de coalition pour les conservateurs, se situerait entre 6,5 % et 8 %, et les Verts, partenaire actuel du SPD, entre 6 % et 8 %. Ces sondages estimaient le score de l'alliance PDS-WASG entre 7 % et 8,5 %. Aucun autre parti, y compris les partis d'extrême droite, ne parvenait à s'approcher des 5 % nécessaires pour entrer au Bundestag. Il est cependant traditionnel que le score des partis d'extrême droite soient sous évalué lors des sondages, en raison des réticences des électeurs à avouer leur vote.
En août, le soutien pour Angela Merkel a décliné considérablement, notamment en raison de conflits au sujet du programme des élections à l'intérieur mais aussi entre les partis CDU et CSU, et des désaccords avec leur partenaire privilégié de coalition : le FDP. À un moment, Merkel a été critiquée dans les médias pour avoir confondu les chiffres des revenus nets et bruts lors d'un discours de campagne.
Cependant, des sondages faits pour la Süddeutsche Zeitung fin août ont continué à montrer la coalition Merkel de la CDU et FDP victorieuse avec 51 % des votes. Une improbable coalition rouge-rouge-verte regroupant les sociaux-démocrates, les Verts et l'alliance de gauche n'atteindrait que 46 % des voix, cette coalition était de toute façon rejetée à la fois par les dirigeants du SPD et des Verts, Schröder et Fischer, ainsi que par la tête de liste du parti de la gauche Gregor Gysi. Comme la CDU et le FDP ne sont pas arrivés à concrétiser leur avance dans les sondages, le résultat le plus probable des élections de septembre était une « grande coalition » (Große Koalition) menée par la CDU et la CSU, avec le SPD.
Le dimanche 4 septembre, Schröder et Merkel ont participé à un débat télévisé retransmis par les quatre plus grandes chaînes de télévision nationales privées et publiques.

## Mode de scrutin

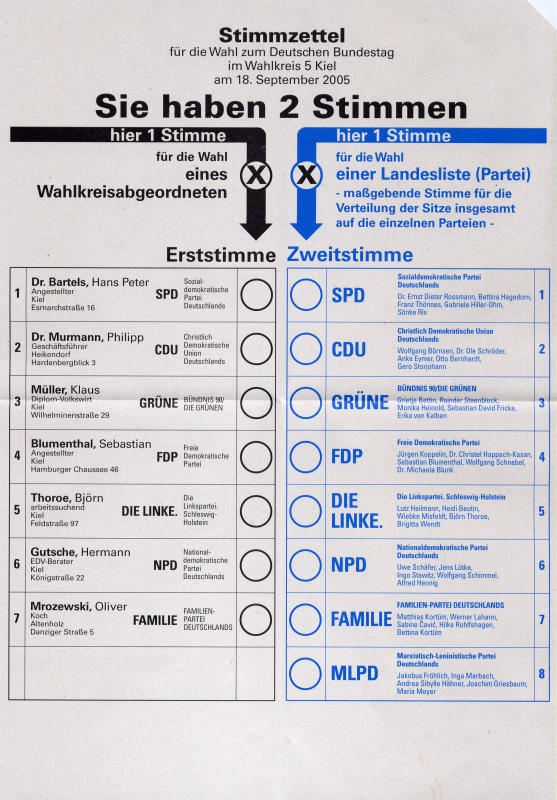
Bulletin de vote.

Les élections se déroulent en un unique tour de scrutin. Lors de ces élections, chaque électeur dispose de deux voix. La première voix permet de choisir un candidat dans la circonscription, la seconde de choisir un parti. 299 sièges du Bundestag sont attribués au scrutin majoritaire : le candidat qui arrive en tête remporte le siège de sa circonscription, l'autre moitié des sièges est répartie entre les partis politiques de telle manière que ces partis soient représentés proportionnellement à l'ensemble des voix qu'ils ont reçues lors du scrutin. Seuls les partis dépassant le score de 5 % ou ayant remporté au moins trois circonscriptions sont pris en compte.
Tout citoyen allemand âgé de 18 ans le jour de l'élection et inscrit sur le registre de la population d'une commune allemande reçoit d'office une convocation électorale. Les taux d'abstention sont donc calculés par rapport au total des électeurs potentiels, et non par rapport aux électeurs inscrits comme en France.

## Sondages

Intentions de votes

## Résultats

### Nationaux
Le 7 septembre 2005, le décès de la candidate NPD Kerstin Lorenz a entraîné le report de l'élection dans la circonscription électorale de Dresde-I, afin de pouvoir réimprimer les bulletins de vote. Les résultats définitifs n'ont donc pas été disponibles avant le 2 octobre. En plus du mandat direct de la circonscription de Dresde I, la part de proportionnelle qui influe sur la répartition des sièges entre les différentes listes implique que deux autres sièges du Bundestag dépendent du résultat de cette circonscription.
Le 18 septembre la CDU/CSU a obtenu un résultat très inférieur aux projections des sondages et même en recul par rapport aux élections législatives précédentes. Avec un résultat provisoire de 35,2 % des voix, elle arrive en tête devant le SPD (34,3 % des voix) mais n'est pas en mesure de construire une majorité parlementaire avec ses alliés libéraux du FDP (9,8 % des voix). Les Verts obtiennent eux 8,1 % des voix et la gauche 8,7 %. Avec seulement 2,2 % des voix, le NPD ne sera pas représenté au Bundestag. La participation s'est élevée à 77,7 % des électeurs, en légère baisse par rapport aux législatives de 2002 qui avait réunies 79,2 % des votants. La part des bulletins blancs ou nuls s'est élevée à 1,6 %.
En l'absence de majorité claire, Angela Merkel et Gerhard Schröder ont l'un et l'autre revendiqué le poste de chancelier, tandis que la presse spéculait sur la coalition gouvernementale qui allait émerger des négociations entre les différents partis. Une « grande coalition » (CDU/CSU et SPD), une « coalition en feu tricolore » (SPD, FDP et Verts), une « coalition jamaïcaine » (CDU/CSU, FDP et Verts) ou une « coalition rouge-rouge-verte » (SPD, Parti de gauche et Verts) sont toutes mathématiquement possibles. La dernière a déjà été exclue par tous les partis concernés.
|                                    |                                                   |                                                   |                  |                  |                  |                  |            |       |       |        |              |               |  |  |
| Partis                             | Partis                                            | Partis                                            | Circonscriptions | Circonscriptions | Circonscriptions | Circonscriptions | Liste      | Liste | Liste | Liste  | Total sièges | +/−           |  |  |
| Partis                             | Partis                                            | Partis                                            | Votes            | %                | Sièges           | +/-              | Votes      | %     | +/-   | Sièges | Total sièges | +/−           |  |  |
|                                    |                                                   | Union chrétienne-démocrate d'Allemagne (CDU)      | 15 390 950       | 32,61            | 106              | 24               | 13 136 740 | 27,78 | 1,74  | 74     | 180          | 10            |  |  |
|                                    | Union chrétienne-sociale en Bavière (CSU)         | 3 889 990                                         | 8,24             | 44               | 1                | 3 494 309        | 7,39       | 1,60  | 2     | 46     | 12           |               |  |  |
| Total Unions chrétiennes (CDU/CSU) | Total Unions chrétiennes (CDU/CSU)                | 19 280 940                                        | 40,85            | 150              | 25               | 16 631 049       | 35,17      | 3,34  | 76    | 226    | 22           |               |  |  |
|                                    | Parti social-démocrate d'Allemagne (SPD)          | Parti social-démocrate d'Allemagne (SPD)          | 18 129 100       | 38,41            | 145              | 26               | 16 194 665 | 34,25 | 4,27  | 77     | 222          | 29            |  |  |
|                                    | Parti libéral-démocrate (FDP)                     | Parti libéral-démocrate (FDP)                     | 2 208 531        | 4,68             | 0                | en stagnation    | 4 648 144  | 9,83  | 2,46  | 61     | 61           | 14            |  |  |
|                                    | La Gauche.PDS (Die Linke.PDS)                     | La Gauche.PDS (Die Linke.PDS)                     | 3 764 168        | 7,98             | 3                | 1                | 4 118 194  | 8,71  | 4,71  | 51     | 54           | 52            |  |  |
|                                    | Alliance 90 / Les Verts (Grünen)                  | Alliance 90 / Les Verts (Grünen)                  | 2 538 913        | 5,38             | 1                | en stagnation    | 3 838 326  | 8,12  | 0,47  | 50     | 51           | 4             |  |  |
|                                    | Parti national-démocrate d'Allemagne (NPD)        | Parti national-démocrate d'Allemagne (NPD)        | 857 777          | 1,82             | 0                | en stagnation    | 748 568    | 1,58  | 1,13  | 0      | 0            | en stagnation |  |  |
|                                    | Les Républicains (REP)                            | Les Républicains (REP)                            | 38 678           | 0,08             | 0                | en stagnation    | 266 101    | 0,56  | 0,02  | 0      | 0            | en stagnation |  |  |
|                                    | Les Gris - Les Panthères grises (GRAUE)           | Les Gris - Les Panthères grises (GRAUE)           | 6 430            | 0,01             | 0                | en stagnation    | 198 601    | 0,42  | 0,18  | 0      | 0            | en stagnation |  |  |
|                                    | Parti des familles d'Allemagne (FAMILIE)          | Parti des familles d'Allemagne (FAMILIE)          | 76 064           | 0,16             | 0                | en stagnation    | 191 842    | 0,41  | 0,35  | 0      | 0            | en stagnation |  |  |
|                                    | Parti de protection des animaux (Tierschutz)      | Parti de protection des animaux (Tierschutz)      | 7 341            | 0,02             | 0                | en stagnation    | 110 603    | 0,23  | 0,10  | 0      | 0            | en stagnation |  |  |
|                                    | Parti des chrétiens respectueux de la Bible (PBC) | Parti des chrétiens respectueux de la Bible (PBC) | 57 027           | 0,12             | 0                | en stagnation    | 108 605    | 0,23  | 0,02  | 0      | 0            | en stagnation |  |  |
|                                    | Parti marxiste-léniniste d'Allemagne (MLPD)       | Parti marxiste-léniniste d'Allemagne (MLPD)       | 16 480           | 0,02             | 0                | en stagnation    | 45 238     | 0,10  | Abs.  | 0      | 0            | en stagnation |  |  |
|                                    | Autres Partis                                     | Autres Partis                                     | 212 703          | 0,45             | 0                | en stagnation    | 188 052    | 0,40  | —     | 0      | 0            | en stagnation |  |  |
|                                    |                                                   |                                                   |                  |                  |                  |                  |            |       |       |        |              |               |  |  |
| Votes valides                      | Votes valides                                     | Votes valides                                     | 47 194 062       | 98,23            |                  |                  | 47 287 988 | 98,43 |       |        |              |               |  |  |
| Votes blancs et nuls               | Votes blancs et nuls                              | Votes blancs et nuls                              | 850 072          | 1,77             | 756 146          | 1,57             |            |       |       |        |              |               |  |  |
| Total                              | Total                                             | Total                                             | 48 044 134       | 100              | 299              | 29               | 48 044 134 | 100   | —     | 304    | 603          | 66            |  |  |
| Abstention                         | Abstention                                        | Abstention                                        | 13 826 577       | 22,35            |                  |                  | 13 826 577 | 22,35 |       |        |              |               |  |  |
| Inscrits/Participation             | Inscrits/Participation                            | Inscrits/Participation                            | 61 870 711       | 77,65            | 61 870 711       | 77,65            |            |       |       |        |              |               |  |  |

Les élections complémentaires dans la circonscription no 160 le 2 octobre 2005 peuvent changer l'attribution d'un siège au plus pour chaque parti.
Le SPD a obtenu 9 mandats supplémentaires (4 en Saxe-Anhalt, 3 en Brandebourg, 1 à Hambourg et en Sarre); la CDU en a obtenu 6 (3 en Bade-Wurttemberg et en Saxe). La CDU pourrait perdre un mandat supplémentaire aux élections complémentaires à Dresde si elle ne conserve pas la majorité relative de premiers votes mais gagne plus de 41 227 deuxièmes votes (2002 : CDU 33,8 %, SPD 31,3 % et PDS 20,9 % des premiers votes ; CDU 49 638 deuxièmes votes).

### Par Land
| Land                               | Union  | SPD    | FDP    | PDS    | Grünen | NPD   | Autres |
| ---------------------------------- | ------ | ------ | ------ | ------ | ------ | ----- | ------ |
| Land                               |        |        |        |        |        |       |        |
| Bade-Wurtemberg                    | 39,2 % | 30,1 % | 11,9 % | 3,8 %  | 10,7 % | 1,1 % | 3,2 %  |
| Basse-Saxe                         | 33,6 % | 43,2 % | 8,9 %  | 4,3 %  | 7,4 %  | 1,3 % | 1,3 %  |
| Bavière                            | 49,3 % | 25,5 % | 9,5 %  | 3,5 %  | 7,9 %  | 1,3 % | 3,0 %  |
| Berlin                             | 22,0 % | 34,4 % | 8,2 %  | 16,4 % | 13,7 % | 1,6 % | 3,7 %  |
| Brandebourg                        | 20,6 % | 35,8 % | 6,9 %  | 26,6 % | 5,1 %  | 3,2 % | 1,8 %  |
| Brême                              | 22,8 % | 42,9 % | 8,1 %  | 8,5 %  | 14,3 % | 1,5 % | 1,9 %  |
| Hambourg                           | 28,9 % | 38,8 % | 9,0 %  | 6,3 %  | 14,9 % | 1,0 % | 1,1 %  |
| Hesse                              | 33,7 % | 35,7 % | 11,7 % | 5,3 %  | 10,1 % | 1,2 % | 2,3 %  |
| Mecklembourg-Poméranie-Occidentale | 29,6 % | 31,8 % | 6,3 %  | 23,7 % | 4,0 %  | 3,5 % | 1,1 %  |
| Rhénanie-du-Nord-Westphalie        | 34,4 % | 40,0 % | 10,0 % | 5,2 %  | 7,6 %  | 0,8 % | 2,0 %  |
| Rhénanie-Palatinat                 | 36,9 % | 34,6 % | 11,7 % | 5,6 %  | 7,3 %  | 1,3 % | 2,6 %  |
| Sarre                              | 30,2 % | 33,3 % | 7,5 %  | 18,5 % | 5,9 %  | 1,8 % | 2,8 %  |
| Saxe                               | 30,0 % | 24,5 % | 10,2 % | 22,8 % | 4,8 %  | 4,8 % | 2,9 %  |
| Saxe-Anhalt                        | 24,7 % | 32,7 % | 8,1 %  | 26,6 % | 4,1 %  | 2,6 % | 1,2 %  |
| Schleswig-Holstein                 | 36,4 % | 38,2 % | 10,1 % | 4,6 %  | 8,4 %  | 1,0 % | 1,3 %  |
| Thuringe                           | 25,7 % | 29,8 % | 7,9 %  | 26,1 % | 4,8 %  | 3,7 % | 2,0 %  |
| Allemagne                          | 35,2 % | 34,2 % | 9,8 %  | 8,7 %  | 8,1 %  | 1,6 % | 2,3 %  |

### Différences régionales
| Länder                   | Union  | SPD    | FDP    | PDS    | Grünen | Autres |
| ------------------------ | ------ | ------ | ------ | ------ | ------ | ------ |
| Länder                   |        |        |        |        |        |        |
| Anciens Länder (ex-RFA)  | 37,4 % | 35,1 % | 10,2 % | 4,9 %  | 8,8 %  | 3,5 %  |
| Nouveaux Länder (ex-RDA) | 25,3 % | 30,4 % | 8,0 %  | 25,3 % | 5,2 %  | 5,8 %  |
| Allemagne                | 35,2 % | 34,2 % | 9,8 %  | 8,7 %  | 8,1 %  | 3,9 %  |

## Analyses

### Un malaise profond
Les résultats traduisent un désaveu de la coalition sortante SPD/Verts. Mais loin de profiter de ce désaveu l'ensemble CDU/CSU + FDP est en recul par rapport aux élections précédentes, la progression du FDP (2,4 %) ne compensant pas le recul de la CDU/CSU (-3,3 %). L'ensemble SPD+Verts+CDU/CSU+FDP, est en recul de 5,6 %. Mécontent de la politique sociale du gouvernement sortant, l'électorat allemand, n'a pas fait confiance à l'opposition "officielle" plus à droite. Cette opposition a perdu des points quand ses propositions sont devenues plus ouvertement libérales, limitant les pertes du SPD par un réflexe de sauvegarde.

### Les électeurs et les élus d'origine turque
Le poids des quelque 600 000 électeurs d'origine turque (1,2 % de l'électorat total, contre 470 000 en 2002) pour ce scrutin très serré a été évoqué abondamment pendant la campagne, parfois outrancièrement par la presse de droite, qui a toujours été opposée aux mesures de la coalition rouge-verte pour faciliter la naturalisation. L'hebdomadaire Bild a ainsi fait sa dernière couverture précédant le scrutin d'une photo montrant le chancelier Schröder sur fond de drapeau turc. L'éditorialiste du Bild, Dirk Hoeren, a accusé le SPD et les Verts d'instrumentaliser les Turcs, de partir à la «chasse aux voix turques». Les électeurs d'origine turque sont en effet réputés être globalement plus favorable au SPD ou aux Verts qu'à la CDU ou au FDP, une constante observée aux Pays-Bas, au Royaume-Uni, en France ou en Belgique parmi les électeurs issus de l'immigration non-européenne, socialement de gauche mais éthiquement (euthanasie, droits des homosexuels etc.) de droite comme le démontrent toutes les études sur le sujet.
Ces élections ont permis d'améliorer la représentation de la minorité turque au parlement, bien qu'il faille rappeler que, vu le système électoral, aucun de ces élus ne l'a été par un électorat de même origine mais bien par des électeurs de toutes origines, contrairement à ce qui se passe par exemple aux États-Unis pour les Noirs et les Hispaniques dont la quasi-totalité est élue au Congrès dans des circonscriptions découpées sur mesure pour y inclure des majorités de telle ou telle des catégories «raciales» à l'américaine.
En 2002, seules deux députées d'origine turque avaient été élues au Bundestag, Ekin Deligöz (Verts, déjà élue en 1998) et Lale Akgün (SPD, élue dans une circonscription uninominale à Cologne). En 2005, trois nouveaux élus d'origine turque les ont rejointes au Bundestag, tous pour Die Linke, la nouvelle formation de gauche: Hakkı Keskin (premier parlementaire d'origine turque en 1993, au Landtag de Hambourg, il était alors adhérent du SPD), Sevim Dagdelen (jeune femme née en 1975 en Allemagne) et Hüseyin Kenan Aydın (ancien ouvrier métallurgiste, ex-membre du SPD). Pour rappel, les deux premiers élus d'origine turque au Bundestag le furent en 1994, Leyla Onur pour le SPD (élue dans une circonscription uninominale à Brunswick) et Cem Özdemir pour les Verts. Le Bundestag compte par ailleurs un député d'origine indienne, Sebastian Edathy (SPD, élu uninominal), et une d'origine iranienne, Michaela Noll (née Tadjadod) (CDU, élue uninominale à Mettmann).
Par comparaison, l'Assemblée nationale française ne compte aucun élu métropolitain originaire d'un pays géographiquement non-européen (en y incluant la Turquie), excepté des enfants de colons (Élisabeth Guigou e.a.) ou de fonctionnaires d'outremer (Ségolène Royal e.a.), ou des personnes issues de minorités indigènes non-musulmanes de ces pays, qui refusent d'être considérées comme immigrées (Édouard Balladur, Pierre Lellouche, Julien Dray etc.). Le seul élu issu de l'immigration d'un de ces pays, et se considérant comme tel, a été Kofi Yamgnane, socialiste d'origine togolaise, pour la législature 1997-2002.
La France fait à cet égard figure d'exception européenne, face à l'Allemagne (sept députés fédéraux - sur 613 - d'origine turque, iranienne ou indienne), à la Belgique (six députés fédéraux - sur 150 - d'origine marocaine, algérienne, turque ou colombienne), aux Pays-Bas (15 députés - sur 150 - d'origine marocaine, turque, surinamienne, capverdienne, somalienne ou iranienne), au Royaume-Uni (12 députés - sur 650 - d'origine antillaise, africaine ou asiatique), au Danemark (trois députés - sur 179 - d'origine pakistanaise, palestinienne ou turque), à la Norvège (une députée - sur 169 - d'origine pakistanaise), à la Suède (12 députés - sur 349 - d'origine chilienne, turque, assyrienne, ghanéenne, palestinienne, éthiopienne, érythréenne ou congolaise) et à la Finlande (1 députée - sur 200 - d'origine marocaine).
À l'issue du scrutin, le premier ministre turc Recep Tayyip Erdoğan s'est réjoui de l'échec des conservateurs qui avaient fait campagne contre l'intégration de la Turquie à l'Union Européenne. Kenan Kolat, vice-président de la principale association représentative des Turcs d'Allemagne, a quant à lui estimé que cette élection a démontré que cette communauté est devenue une force politique en Allemagne.